# Lijst van voetbalinterlands Burkina Faso - Guinee-Bissau (vrouwen)
Deze lijst van voetbalinterlands is een overzicht van alle officiële voetbalinterlands tussen de nationale vrouwenteams van Burkina Faso en Guinee-Bissau. De landen hebben tot nu toe twee keer tegen elkaar gespeeld.

## Wedstrijden
| № | Plaats     | Datum            | Competitie                                | Wedstrijd                    | Uitslag |
| - | ---------- | ---------------- | ----------------------------------------- | ---------------------------- | ------- |
| 1 | Bissau     | 16 februari 2022 | Afrikaans kampioenschap 2022 kwalificatie | Guinee-Bissau − Burkina Faso | 0 − 6   |
| 2 | Porto-Novo | 23 februari 2014 | Afrikaans kampioenschap 2022 kwalificatie | Burkina Faso − Guinee-Bissau | 1 − 0   |

## Samenvatting
| Competitie                           | Totaal gespeeld | Winst Burkina Faso | Gelijk | Winst Guinee-Bissau | Doelsaldo Burkina Faso – Guinee-Bissau |
| ------------------------------------ | --------------- | ------------------ | ------ | ------------------- | -------------------------------------- |
| Afrikaans kampioenschap kwalificatie | 2               | 2                  | 0      | 0                   | 7 − 0                                  |
| Totaal                               | 2               | 2                  | 0      | 0                   | 7 − 0                                  |